# Лободинский, Сергей Николаевич
Сергей Николаевич Лободинский (бел. Сяргей Мікалаевіч Лабадзінскі; род. 7 марта 1980, Брест) — управляющий делами Брестского облисполкома (2021—2023), председатель Брестского горисполкома (с 2023).

## Биография
Родился в Бресте 7 марта 1980 года. Окончил БГЭУ, в 2014-м — Академию управления при президенте РБ. Специальности — «статистика», «государственное управление национальной экономикой». Начинал карьеру в областном управлении статистики, с 2007-го — на различных должностях в областном комитете по архитектуре и строительству; был заместителем начальника КУП «Брестское областное управление капитального строительства»; с 2015-го — зампред комитета по архитектуре и строительству облисполкома, с 2017-го — первый зампред, с 2018-го — председатель комитета. 6 декабря 2021 года согласован на должность управляющего делами Брестского облисполкома, в которой проработал до марта 2023 года. 27 марта 2023 года глава государства дал согласие на назначение Сергея Лободинского на должность председателя Брестского горисполкома.

## Образование
2006 год: Окончил Белорусский государственный экономический университет.
2014 год: Завершил обучение в Академии управления при Президенте Республики Беларусь.

## Карьера
Начал свою карьеру в комитете по архитектуре и строительству Брестского облисполкома, где занимал должность начальника отдела инвестиций, строительства и ликвидации последствий аварии на ЧАЭС.
2014 год: Назначен заместителем генерального директора КУП «Брестское областное УКС».
2015—2021 годы: Работал в комитете по архитектуре и строительству Брестского облисполкома, занимая должности заместителя председателя, первого заместителя председателя и председателя.
2021 год: Стал управляющим делами Брестского облисполкома.
2023 год: Назначен председателем Брестского горисполкома.